# Bekzat Almaz Uulu
Bekzat Almaz Uulu (kirg. Бекзат Алмаз уулу; ur. 3 grudnia 2000) – kirgiski zapaśnik walczący w stylu wolnym. Olimpijczyk z Paryża 2024, gdzie zajął piąte miejsce w kategorii 57 kg.
Piaty na igrzyskach azjatyckich w 2022. Trzeci na MŚ U-23 w 2022 i 2023. Mistrz Azji U-23 w 2023 i drugi w 2022 roku.